# جوهانس فون تراب
جوهانس فون تراب (بالإنجليزية: Johannes von Trapp)‏ هو مغني أمريكي، ولد في 17 يناير 1939 في فيلادلفيا في الولايات المتحدة.